# Osterloog (Middels)
Osterloog ist ein Ort im Auricher Stadtteil Middels. Insgesamt bedeckt er eine Fläche von 879,5 Hektar.
Der 1776 erstmals genannte Name ist eine Zusammensetzung des ostfriesisch-niederdeutschen Begriffes Loog (= Dorf, Ort) mit der Himmelsrichtung Ost. Er bezeichnet damit die Lage des Ortes östlich der Middelser Kirche, die um das Jahr 1200 zwischen den beiden Ortsteilen Oster- und Westerloog entstand.
Bis zur Bildung der Gemeinde Middels am 1. April 1939 bildete Osterloog die Gemeinde Middels-Osterloog im Landkreis Aurich.